# Sinead Michael
Sinead Michael, född 20 juli 1998 i London, är en engelsk skådespelare. 
Sinead Michael började som barnskådespelare vid sju års ålder och är bland annat känd för att ha spelat Sky Smith i The Sarah Jane Adventures. Hon har också spelat en av huvudpersonerna i mini-serien The Children respektive TV-filmen om Enid Blyton, Den sanna Enid Blyton.

## Filmografi
- 2005 – Silent Witness (TV-serie)
- 2008 – The Children (TV-serie)
- 2009 – 10 Minute Tales (TV-serie)
- 2009 – Den sanna Enid Blyton
- 2010 – Clash of the Titans
- 2010 – Ruddy Hell! It's Harry and Paul (TV-serie)
- 2011 – Mördare okänd
- 2011 – The Sarah Jane Adventures
- 2014 – Montana
- 2008–2018 – Doctors (TV-serie)